# لنی کراویتز
لنی کراویتز (به انگلیسی: Lenny Kravitz) (زاده ۱۹ ژوئن ۱۹۶۴) گیتاریست، خواننده گروهی راک با همین نام و بازیگر آمریکایی است. پدر لنی از یهودیان اهل اوکراین و تهیه‌کنندهٔ تلویزیونی بود و مادرش از اهالی باهاما و هنرپیشهٔ سریال‌های تلویزیونی آمریکایی بود.
لنی کراویتز که تاکنون با بزرگانی چون جیمی هندریکس مقایسه شده تا به امروز برنده چهار جایزه گرمی نیز شده است. او بیشتر بخاطر آهنگهایی مثل «American Woman» و «Fly Away در یوتیوب» شهرت یافت.
او همچنین در فیلم پیشخدمت بازی کرده است.
و در سری فیلم‌های عطش مبارزه (hunger games)نیز ایفای نقش کرده.
در فیلم 2022 wedding shotgun هم بازی کرده است.

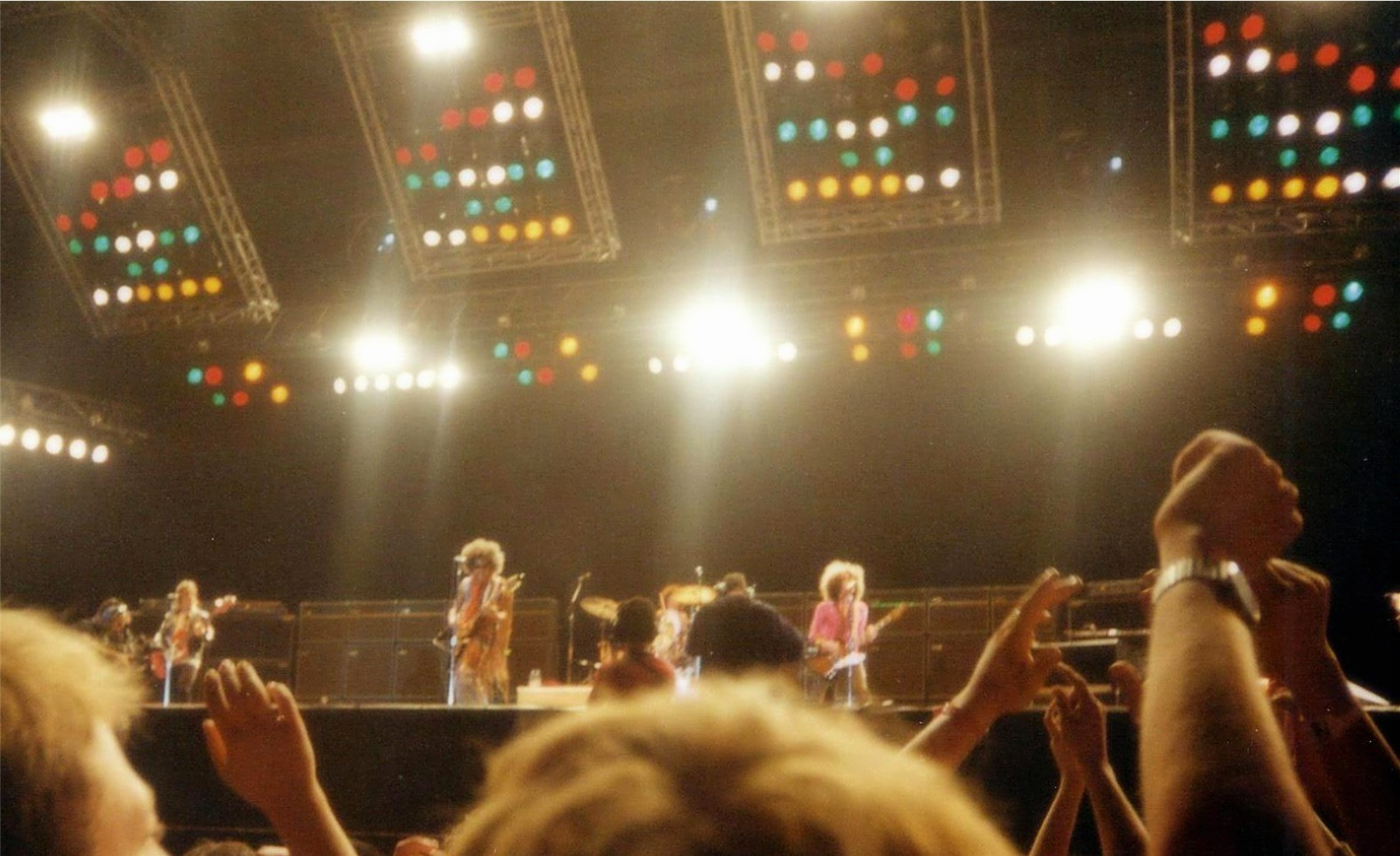
کنسرت سال ۲۰۰۲ آلمان

## اوایل زندگی
لئونارد آلبرت کراویتز در سال ۱۹ ژوئن ۱۹۶۴ در نیویورک، ایالت متحده آمریکا زاده شد. مادر او بازیگر آمریکایی، روکسی راکر بوده است. پدر لنی، سای کراویتز نام دارد.

## حرفه
کراویتز از سال ۱۹۹۹ تا ۲۰۰۲ موفق به کسب جایزه گرمی برای بهترین عملکرد آواز، چهار سال پیاپی شد، رکورد بیشترین بُرد در آن دسته را شکست و رکورد بیشتر بردهای متوالی را در یک گروه توسط یک مرد تعیین کرد. وی نامزد شده و جوایز دیگری از جمله جوایز موسیقی آمریکا، جایزه موسیقی ام‌تی‌وی، جایزه موسیقی رادیویی، جوایز بریت و جوایز سرگرمی Blockbuster را به دست آورده است. تک آهنگ‌های کراویتز شامل It Over Over است که هر یک از آنها در بیلبورد در ۱۰ نفر برتر رسیدند، نمودار ۱۰۰ نفر برتر؛ بازدیدهای دیگر شامل Let Love Rule(۱۹۸۹) همیشه در حال اجرا (۱۹۹۱) آیا شما می‌خواهید راه من بروید (۱۹۹۳)، پرواز دور (۱۹۹۸) و زن آمریکایی (۱۹۹۹)، هر یک از آنها در نمودار Alternation AirPlay به ۱۰ نفر برتر موسیقی رسیدند.
نام کراویتز بین ۱۰۰ موسیقی‌دان برتر راک در رتبه ۹۳ قرار دارد.

## زندگی شخصی
در سال ۱۹۸۵، کراویتز در پشت صحنه یک کنسرت با بازیگر لیسا بونت آشنا شد. آنها دو سال قبل از شروع رابطه دوست صمیمی بودند. آنها در ۱۶ نوامبر ۱۹۸۷ در لاس وگاس ازدواج کردند. این زوج در ۱ دسامبر ۱۹۸۸ صاحب یک فرزند دختر به اسم زوئی ایزابلا کراویتز شدند. در سال ۱۹۹۱ کراویتز و بونت جدا و در ۱۹۹۳ به‌طور دوستانه طلاق گرفتند.
کراویتز از ۱۹۹۲ تا ۱۹۹۶ با خواننده و مدل فرانسوی ایتالیایی‌تبار، ونسا پارادی رابطه عاشقانه داشت. رابطه وی و پارادی مخفی بود، اما در پاری مچ ۲۰۰۹، لنی این رابطه پنج ساله را فاش کرد. وی در سال ۲۰۰۱ با مدل برزیلی آدریانا لیما آشنا شد، و قبل از نامزدی‌شان در ۲۰۰۲ با همدیگر زندگی می‌کردند. وی به مدت کوتاهی از ۲۰۰۳ تا ۲۰۰۴ با نیکول کیدمن نامزد بود. کراویتز خو را مسیحی می‌داند اما گفته که نیز یهودی است و این دو دین برایش یکسان‌اند.